# Baganuur

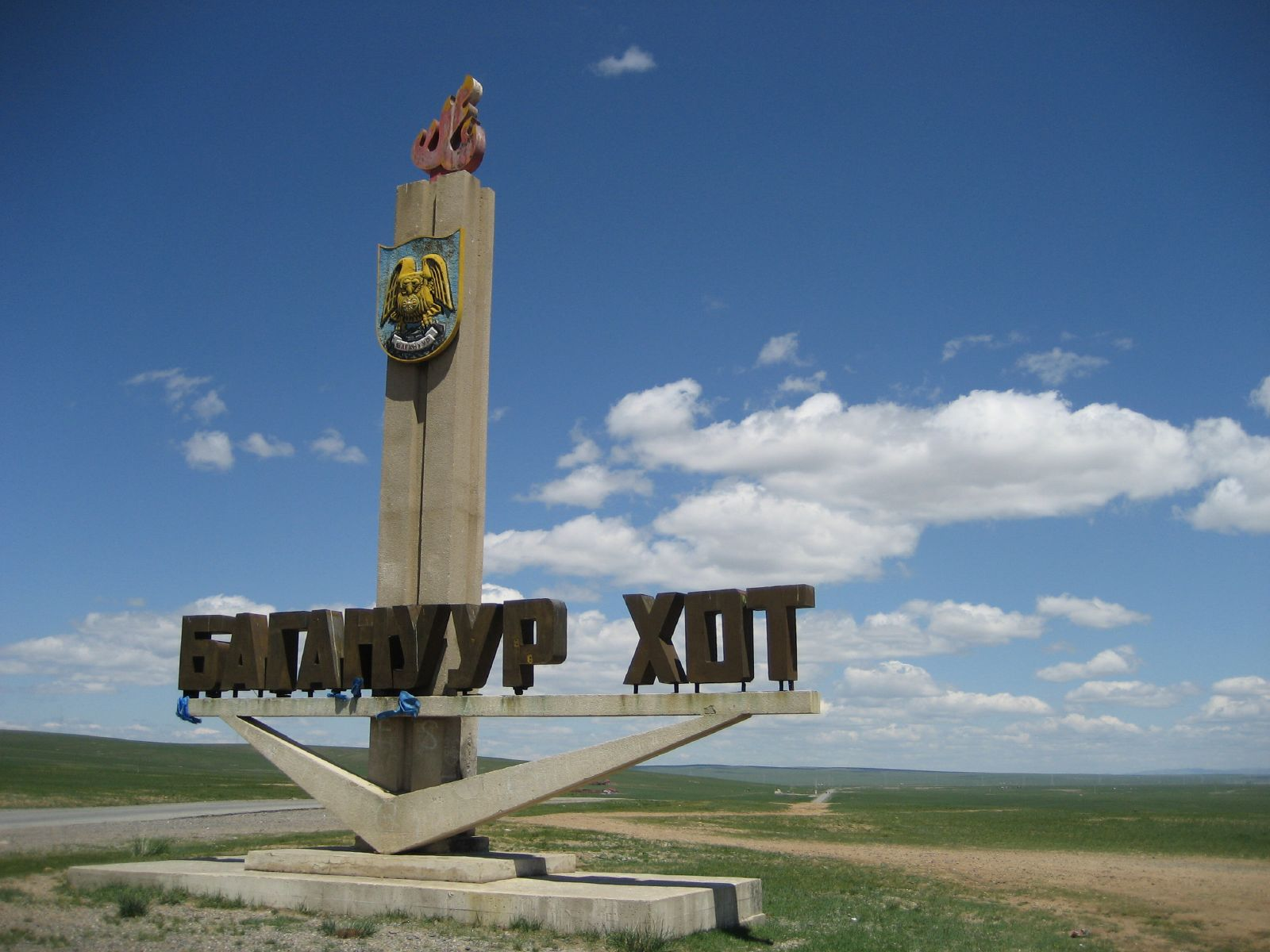
Một biểu tượng trên đường tới Baganuur

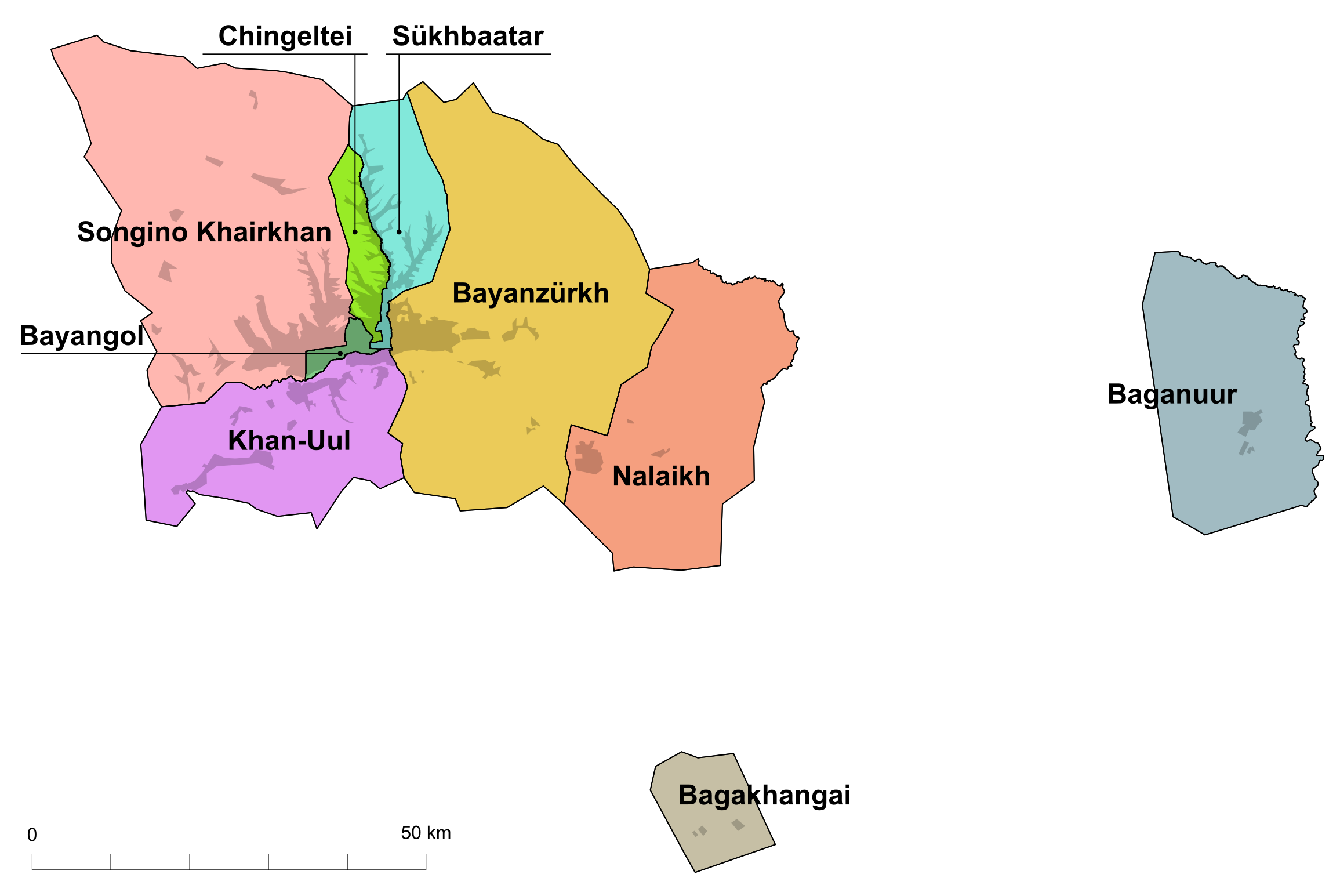
Baganuur là phần lãnh thổ tách rời phía đông Ulaanbaatar

Baganuur (tiếng Mông Cổ: Багануур, Hồ Nhỏ) là một trong chín düüreg (quận) của thủ đô Ulaanbaatar, Mông Cổ. Baganuur được chia thành bốn khoroo (phường).

Baganuur trên thực tế là một thành phố độc lập, nằm tách biệt và có diện tích 620 km² tại ranh giới giữa hai tỉnh Töv và Khentii. Baganuur ban đầu nguyên là một căn cứ quân sự của Liên Xô. Sau đó, nhà nước Xô viết đã hình thành lên một mỏ than lộ thiên lớn nhất Mông Cổ tại đây. Thành phố Baganuur là một trong những nơi sản xuất công nghiệp lớn nhất tại Mông Cổ, và có thể đứng trong danh sách mười thành phố lớn nhất đất nước. Hiện có một nỗ lực để nhằm biến nơi đây trở lại thành một đô thị độc lập.

## Giao thông
Baganuur là điểm cuối một tuyến nhánh của đường sắt Xuyên Mông Cổ, và được nối với nhánh chính tại Bagakhangai. Do chi phí cao, đường sắt Mông Cổ đã dừng khai thác tuyến hành khách UB-Baganuur-UB, mặc dù vậy các đoàn tàu chở hàng như vận chuyển than tới thủ đô và các đô thị khác vẫn hoạt động. Từ trung tâm thủ đô, có thể đến Baganuur trên một tuyến đường 138 mới được hoàn thành năm 2004.
lice Raid]</ref>